# Saxifraga lixianensis
Saxifraga lixianensis är en stenbräckeväxtart som beskrevs av Tsue Chih Ku. Saxifraga lixianensis ingår i Bräckesläktet som ingår i familjen stenbräckeväxter. Inga underarter finns listade i Catalogue of Life.